# Антоније Хаџић
Антоније Тона Хаџић (Суботица, 20. новембар 1831 — Нови Сад, 17. јануар 1916) био је српски драматург, позоришни редитељ, уредник и чиновник. Хаџић је био секретар и председник Матице српске, управник, драматург и редитељ Српског народног позоришта и главни уредник Летописа Матице српске.

## Биографија
Он је рођен од оца Саве и мајке Марије.
У Суботици је похађао основну школу (1840—1843) и шест разреда гимназије (1843—1850). Седми и осми разред гимназије завршио је у Пешти. У истом граду студирао је филозофију (1850—1852) и право (1852—1857). Као ђак и студент играо је у српском дилетантском позоришту, а био је и председник српског омладинског сруштва у Пешти „Преодница“.

### Матица српска
На Главној скупштини 22. августа 1859. у Пешти изабран је за секретара Матице српске. Један од првих задатака на функцији био је да реализује иницијативу ранијег председника Матице Платона Атанацковића да Матицу пресели из Пеште у Нови Сад, што је заједно са Алeкcaндpoм Caндићeм и урадио 1864. године. На месту секретара остао је до 1895, а потом је обављао дужност председника (1896—1911). Као уредник Летописа Матице српске (1859—1869 и 1876—1895) био је изузетно агилан, а његова уређивачка политика је одражавала сазревање политичке свести младе српске грађанске класе према демократским и слободољубивим идеалима европског грађанства. Издавао и Матичино гласило за књижевност и забаву Матица три пута месечно, од 1865. до 1870.

### Српско народно позориште
Још док је био са Матицом у Пешти, заједно са Лазом Костићем је организовао представе у корист Српског народног позоришта. Такође је прибављао статуте који би могли да послуже као узор за први устав СНП-а, прикупљао је декор, костиме, реквизите, као и позоришне комаде ради превођења за први репертоар, а неке је и лично превео и приредио. Када је прешао у Нови Сад потпуно се посветио позоришту: био је подначелник, па начелник Друштва за СНП, председник Позоришног одсека, управник, драматург и редитељ. Од 1875. до 1903. као управника га је заступао Димитрије Ружић, али је Хаџић и даље управљао позориштем.
Хаџић је писао књижевне и позоришне критике, портрете о глумцима, приповетке, историјске чланке и мање расправе, преводио комаде са мађарског језика, адаптирао је домаће драме (Грабанцијаш Илије Округића Сремца и Станоје Главаш Ђуре Јакшића) за позориште, инсценирао је Горски вијенац Његоша са прологом Лазе Костића (1902). Са Глигоријем Гершићем је превео Отела (1886), а самостално је превео III чин Краља Лира (1873). Написао је једночину комедију Љубав није шала (1871), а са Јованом Ђорђевићем алегорију у два дела са музиком Даворина Јенка Маркова Сабља (1873). Покренуо је и уређивао Позориште (1871—1908) и едицију Зборник позоришних дела СНП (1872).
Био активиста Уједињене омладине српске и главни уредник њеног гласила Млада Србадија (1870-1871), док није премештено у Београд.
Одликован је Орденом Светог Саве I, II (1894) и III степена (1898); Орденом кнеза Данила III степена (1895), Официрским крстом Франца Јозефа I (1908), а добио је и звање дворског саветника.
Сахрањен је на Алмашком гробљу у Новом Саду.
Улица у Новом Саду носи његово име.